# دون تايلور
دون تايلور (بالإنجليزية: Don Taylor)‏ (و. 1920 – 1998 م) هو ممثل، ومخرج سينمائي، وكاتب سيناريو، ومنتج أفلام، وممثل مسرحي، وممثل تلفزيوني، ومخرج تلفزيوني، من الولايات المتحدة الأمريكية، توفي في لوس أنجلوس، عن عمر يناهز 78 عاماً بسبب فشل القلب.

## التعليم
تعلم في جامعة ولاية بنسلفانيا.

## وصلات خارجية
- دون تايلور على موقع IMDb (الإنجليزية)
- دون تايلور على موقع روتن توميتوز (الإنجليزية)
- دون تايلور على موقع ألو سيني (الفرنسية)
- دون تايلور على موقع تيرنر كلاسيك موفيز (الإنجليزية)
- دون تايلور على موقع أول موفي (الإنجليزية)
- دون تايلور على موقع قاعدة بيانات برودواي على الإنترنت (الإنجليزية)
- دون تايلور على موقع قاعدة بيانات برودواي على الإنترنت (الإنجليزية)
- دون تايلور على موقع قاعدة بيانات الأفلام السويدية (السويدية)
- دون تايلور على موقع قاعدة بيانات الفيلم (الإنجليزية)
- دون تايلور على موقع كينوبويسك (الروسية)